# Fokusgrupp
Att arbeta med en fokusgrupp är en kvalitativ forskningsmetod vid vilken en grupp människor utfrågas kring deras uppfattningar, åsikter, tro och attityder gentemot en vara, en tjänst, ett koncept, en reklamkampanj, en idé, en förpackning etc. Fokusgruppmetoden är en undersökningsmetod där en grupp personer tillfrågas samtidigt om en viss frågeställning eller ett visst tema. Syftet med fokusgrupper är ofta att få människor att interagera med varandra, att skapa gemensamhet och delad erfarenhet, att ge makt till deltagarna eller att skapa en högre medvetenhet. Man skall undvika att använda sig av fokusgrupper om man vill fatta beslut, skapa konsensus eller mäta attityder. (Dahlin-Ivanoff, Holmgren 2017 s. 30, 34). Det är också olämpligt när deltagarna inte har något gemensamt att utvärdera och diskutera eller om deltagarna är alltför engagerade eller har en gemensam politisk agenda. Detta eftersom syftet med fokusgrupper ofta handlar om att få fram många olika aspekter kring ett sakfråga eller ett fenomen. Det kan vara om deras känslor och attityder kring en produkt, service, koncept eller idé. Frågorna är ställda till hela gruppen och uppmuntrar till diskussion. Fokusgruppen leds av en moderator som ska sköta intervjun utan att vara alltför styrande. Metoden är ett viktigt verktyg inom marknadsföring för att få feedback om nya produkter och tjänster innan de lanseras till en större publik. Tekniken gör det, enligt Bryman, möjligt för forskaren att skapa sig en förståelse varför människor tycker som de gör. Sannolikheten att svaren blir mer intressanta är större än vid traditionell fråga-svar-fråga, som förekommer vid en vanlig intervju.[källa behövs] Fokusgruppintervjuer kan även användas som metod inom forskning kring till exempel tonåringars tankar och värderingar.
Nackdelar kan enligt Bryman (2007) vara att det är mer komplicerat och tidsödande att transkribera fokusgruppsintervjuer.
Tidigare har analysarbetet mestadels gjorts manuellt. Den snabba ökningen av datortillgång, och datorkraft, har öppnat för att mer och mer av analyserna sker med hjälp av datorer och kraftfulla kvalitativa analysprogram (CAQDAS; Computer-assisted qualitative data analysis software). Vissa program har även stöd för auto-transkribering. Exempelvis CAQDAS, NVivo, Qualrus, med flera.
Exempel på nackdelar med fokusgrupper kan vara att de intervjuade kan prata i munnen på varandra och det kan vara svårt att urskilja vem som säger vad. En annan svårighet för gruppledaren är att dels kunna låta diskussionen flyta fritt, dels ingripa för att lyfta fram viktiga teman, framförallt om inte deltagarna själva gör det. Diskussionen i en fokusgrupp kan också gå åt ett håll som intervjuaren inte tänkt sig.